# Championnat de Belgique féminin de handball 2020-2021
Navigation
2019-2020 2021-2022
La saison 2020-2021 du Championnat de Belgique féminin de handball est la 49e saison de la plus haute division belge de handball. Avec le passage à 10 équipes du fait de la Pandémie de Covid-19 en Belgique, la compétition devait se jouer en une phase principale de 18 journées. Le 15 décembre 2020, l'URBH annonce que la saison 2020-2021 sera une saison blanche : il n'y aura pas de titres de champions décernés, ni de montants ni de descendants.

## Participants
| Club                    | Classement 2019/20 | Localisation | Entraîneur | Salle                                     | Capacité |
| ----------------------- | ------------------ | ------------ | ---------- | ----------------------------------------- | -------- |
| HB Saint-Trond          | 1er                | Saint-Trond  | ?          | Sporthal Jodenstraat                      | ?        |
| Initia HC Hasselt       | 3e                 | Hasselt      | ?          | Sporthal Alverberg                        | 1 730    |
| Achilles Bocholt        | 5e                 | Bocholt      | ?          | Sportcomplex De Damburg                   | 1 539    |
| Fémina Visé Handball    | 4e                 | Visé         | ?          | Hall Omnisports de Visé                   | 600      |
| DHC Waasmunster         | 8e                 | Waasmunster  | ?          | Sporthal Hoogendonck                      | ?        |
| DHW Antwerpen           | 2e                 | Anvers       | ?          | Sportcomplex Sorghvliedt Sporthal De Bist | 950 ?    |
| HC Eynatten-Raeren      | 6e                 | Liège        | ?          | Sportzentrum                              | ?        |
| HV Uilenspiegel Wilrijk | 7e                 | Wilrijk      | ?          | ?                                         | ?        |
| HC DB Gent              | 1er de D2          | Gand         | ?          | Sporthal Hekers                           | ?        |
| KTSV Eupen 1889         | 2e de D2           | Eupen        | ?          | Sportzentrum Eupen                        | ?        |

## Localisation
| \| Visé Bocholt Hasselt Anvers Waasmunster Saint-Trond Raeren Wilrijk Gand Eupen \| Localisation des clubs engagés dans le championnat |
| Visé Bocholt Hasselt Anvers Waasmunster Saint-Trond Raeren Wilrijk Gand Eupen                                                          |

| # | Province                        | Nombre | Équipe(s)                                             |
| - | ------------------------------- | ------ | ----------------------------------------------------- |
| 1 | Province de Limbourg            | 3      | Initia HC Hasselt, Achilles Bocholt et HB Saint-Trond |
| 1 | Province de Liège               | 3      | Fémina Visé, HC Eynatten-Raeren et KTSV Eupen 1889    |
| 3 | Province d'Anvers               | 2      | DHW Antwerpen et HV Uilenspiegel Wilrijk              |
| 3 | Province de Flandre-Orientale   | 2      | DHC Waasmunster et HB DC Gent                         |
| 5 | Province de Flandre-Occidentale | 0      | -                                                     |

## Saison régulière

### Classement
|    | Équipe                  | Pts | J | G | N | P | Bp | Bc | Diff | Dép |
| -- | ----------------------- | --- | - | - | - | - | -- | -- | ---- | --- |
| 1  | HB Saint-Trond          | 0   | 0 | 0 | 0 | 0 | 0  | 0  |      | -   |
| 2  | Initia HC Hasselt       | 0   | 0 | 0 | 0 | 0 | 0  | 0  |      | -   |
| 3  | DHW Antwerpen           | 0   | 0 | 0 | 0 | 0 | 0  | 0  |      | -   |
| 4  | Fémina Visé Handball    | 0   | 0 | 0 | 0 | 0 | 0  | 0  |      | -   |
| 5  | Achilles Bocholt        | 0   | 0 | 0 | 0 | 0 | 0  | 0  |      | -   |
| 6  | HV Uilenspiegel Wilrijk | 0   | 0 | 0 | 0 | 0 | 0  | 0  |      | -   |
| 7  | DHC Waasmunster         | 0   | 0 | 0 | 0 | 0 | 0  | 0  |      | -   |
| 8  | HC Eynatten-Raeren      | 0   | 0 | 0 | 0 | 0 | 0  | 0  |      | -   |
| 9  | HC DB Gent P            | 0   | 0 | 0 | 0 | 0 | 0  | 0  |      | -   |
| 10 | KTSV Eupen 1889 P       | 0   | 0 | 0 | 0 | 0 | 0  | 0  |      | -   |

|   | Champion de Belgique 2021                   |
|   | Relégué en Division 2 2021-2022             |
| T | Tenant du titre 2019-2020                   |
| F | Finaliste du 2019-2020                      |
| P | Promu de Division 2 2019-2020               |
| C | Vainqueur de la Coupe de Belgique 2020-2021 |

### Champion
| Champion de Belgique 2020-2021 aucun |

## Coupe d'Europe

### Classement EHF
Le coefficient EHF pour la saison 2019/2020 est :
| Rang | Évolution     | Rang 2018/19 | Championnat             | Coefficient |
| ---- | ------------- | ------------ | ----------------------- | ----------- |
| 1    | Entré         | (1)          | Nemzeti Bajnokság I     | 130,00      |
| 2    | Entré         | (4)          | Liga Naţională          | 111,86      |
| 3    | en stagnation | (3)          | Super League            | 98,86       |
| 4    | Remplacé      | (2)          | Damehåndboldligaen      | 92,43       |
| 5    | Entré         | (7)          | LFH                     | 73,43       |
| 6    | Remplacé      | (5)          | Eliteserien             | 68,14       |
| 7    | Remplacé      | (6)          | Bundesliga              | 63,86       |
| 8    | en stagnation | (8)          | Super League            | 58,10       |
| ...  |               |              |                         |             |
| 29   | Remplacé      | (28)         | Championnat de Belgique | 4,14        |

Source : « cms.eurohandball.com »(Archive.org • Wikiwix • Archive.is • Google • Que faire ?), Fédération européenne de handball